# Vancouver Whitecaps FC
Vancouver Whitecaps FC este un club de fotbal din Columbia Britanică, Canada, care evoluează în Major League Soccer (MLS). Echipa joacă pe stadionul BC Place din Vancouver.

## Lotul actual
La 6 august 2025. 
| Nr. |                            | Poziție | Jucător                                    |
| --- | -------------------------- | ------- | ------------------------------------------ |
| 1   | Japonia                    | P       | Yohei Takaoka                              |
| 2   | Uruguay                    | F       | Mathías Laborda                            |
| 3   | Canada                     | F       | Sam Adekugbe                               |
| 4   | Serbia                     | F       | Ranko Veselinović (vice-căpitan)           |
| 6   | Canada                     | M       | Ralph Priso                                |
| 7   | Canada                     | A       | Jayden Nelson                              |
| 11  | Statele Unite ale Americii | A       | Emmanuel Sabbi                             |
| 12  | Siria                      | F       | Belal Halbouni                             |
| 13  | Germania                   | M       | Thomas Müller                              |
| 14  | Mexic                      | A       | Daniel Ríos (împrumutat de la Guadalajara) |
| 15  | Norvegia                   | F       | Bjørn Inge Utvik                           |
| 16  | Statele Unite ale Americii | M       | Sebastian Berhalter                        |
| 17  | Peru                       | M       | Kenji Cabrera                              |

| Nr. |                            | Poziție | Jucător                  |
| --- | -------------------------- | ------- | ------------------------ |
| 18  | Columbia                   | F       | Édier Ocampo             |
| 20  | Paraguay                   | M       | Andrés Cubas (DP)        |
| 22  | Canada                     | F       | Ali Ahmed (HG)           |
| 24  | Statele Unite ale Americii | A       | Brian White              |
| 25  | Scoția                     | M       | Ryan Gauld (căpitan; DP) |
| 26  | Camerun                    | M       | J.C. Ngando              |
| 27  | Australia                  | F       | Giuseppe Bovalina        |
| 28  | Statele Unite ale Americii | F       | Tate Johnson (GA)        |
| 30  | Statele Unite ale Americii | P       | Adrian Zendejas          |
| 32  | Canada                     | P       | Isaac Boehmer (HG)       |
| 33  | Statele Unite ale Americii | F       | Tristan Blackmon         |
| 45  | Ecuador                    | M       | Pedro Vite               |
| 59  | Canada                     | M       | Jeevan Badwal (HG)       |